# هجوم ناسومبو
هجوم ناسومبو في 16 ديسمبر 2016 هاجم عشرات المسلحين المدججين بالسلاح موقعًا للجيش في ناسومبو في مقاطعة سوم بوركينا فاسو، على بعد حوالي 30 كيلومترًا من الحدود مع مالي، مما أسفر عن مقتل ما لا يقل عن 12 جنديًا وفقدان 2 آخرين. نفذ الهجوم نحو 40 مسلحًا مجهولًا يستقلون شاحنات صغيرة ومسلحين ببنادق كلاشنيكوف وقذائف آر بي جي، وكان موجهًا ضد قاعدة عسكرية تعرضت لأضرار جسيمة في الهجوم. والجنود المقتولون أعضاء في وحدة النخبة لمكافحة الإرهاب التابعة للجيش. وصفه الرئيس روش مارك كريستيان كابوري بأنه "قاتل"، وكان هذا هو الهجوم المباشر الثاني ضد جيش بوركينا فاسو منذ ظهور المهاجمين الجهاديين في البلاد في أوائل عام 2015.